# La bèstia del regne
La bèstia del regne (títol original: Jabberwocky) és una pel·lícula britànica de Terry Gilliam inspirada en el poema Jabberwocky de Lewis Carroll, estrenada el 1977. Ha estat doblada al català.
Primer llargmetratge de Terry Gilliam sol, Jabberwocky va ser tanmateix presentat a la seva estrena sota el nom de Monty Python's Jabberwocky. Després, els productors van veure com es prohibia la utilització del nom dels Monty Python.
Terry Gilliam utilitza ja aquí nombrosos elements que es trobarà més tard en altres obres seves, tant en el fons com en la forma. El costat miserable i obscur del Regne no té res a envejar a Brazil, per exemple. Per tant, l'humor és molt impregnat de l'esprit dels Monty Python, i la meitat de la tropa té un paper (més o menys) important en la pel·lícula.

## Argument
El Jabberwock, bèstia immonda, fa estralls en el regne de Bruno el Contestable. Aquest promet la mà de la seva filla a qui aconseguirà matar el monstre. La pel·lícula és l'adaptació d'un dels poemes de Lewis Carroll preferits del director.

## Repartiment
- Michael Palin (Dennis Cooper)
- Harry H. Corbett (Chaperon, Ethel)
- John Le Mesurier (Passelewe)
- Warren Mitchell (Mr Fishfinger)
- Max Wall (Rei Bruno)
- Rodney Bewes (un encaputxat)
- John Bird (Primer herald)
- Bernard Bresslaw (Hostaler)
- Antony Carrick (Tercer mercader)
- Peter Cellier (Primer mercader)
- Deborah Fallender (Princesa)
- Derek Francis (Bisbe)
- Terry Gilliam (Home a la roca)
- Neil Innes (Segon herald)
- Terry Jones (Caçador furtiu)
- Bryan Pringle (Guàrdia de la segona porta)
- Frank Williams (Segon mercader)
- Glenn Williams (Segon guàrdia a la porta)
- Simon Williams (Princep)
- Annette Badland (Griselda Fishfinger)
- Kenneth Colley (Primer fanàtic)
- Brenda Cowling (Mrs Fishfinger)
- Graham Crowden (Cap dels fanàtics)
- Paul Curran (Mr Cooper Senior)
- Alexandra Dane (Betsy)
- Jerold Wells (Wat Dabney)
- Roy Evans (Ratman)
- Gorden Kaye (Germana Jessica)
- Sheridan Earl Russel (Kevin Fishfinger)
- Hilary Sesta (Scrubber)
- George Silver (Cap des bandits)
- Terry English (Bandit)